# INPP5A
INPP5A‏ (Inositol polyphosphate-5-phosphatase A) هوَ بروتين يُشَفر بواسطة جين INPP5A في الإنسان.